# Alina Sandu
Alina Sandu (ur. 2 października 1980) – rumuńska judoczka. Startowała w Pucharze Świata w 2000 i 2001. Druga w drużynie na mistrzostwach Europy w 2000. Mistrzyni Rumuni w 1998, 1999 i 2000 roku.